# Anomala pumilis
Anomala pumilis är en skalbaggsart som beskrevs av Ohaus 1932. Anomala pumilis ingår i släktet Anomala och familjen Rutelidae. Inga underarter finns listade i Catalogue of Life.